# Liste der Biografien/Niem
Liste der Biografien |
Portal Biografien |
Personensuche
# |
A |
B |
C |
D |
E |
F |
G |
H |
I |
J |
K |
L |
M |
N |
O |
P |
Q |
R |
S |
T |
U |
V |
W |
X |
Y |
Z |
?
 
Na |
Nb |
Nc |
Nd |
Ne |
Nf |
Ng |
Nh |
Ni |
Nj |
Nk |
Nl |
Nm |
Nn |
No |
Nr |
Ns |
Nt |
Nu |
Nv |
Nw |
Nx |
Ny |
Nz
 
Nia |
Nib |
Nic |
Nid |
Nie |
Nif |
Nig |
Nih |
Nii |
Nij |
Nik |
Nil |
Nim |
Nin |
Nio |
Nip |
Niq |
Nir |
Nis |
Nit |
Niu |
Niv |
Niw |
Nix |
Niy |
Niz
 
Nieb |
Niec |
Nied |
Nief |
Nieg |
Nieh |
Niej |
Niek |
Niel |
Niem |
Nien |
Niep |
Nier |
Nies |
Niet |
Nieu |
Niev |
Niew
Die Liste der Biografien führt alle Personen auf, die in der deutschsprachigen Wikipedia einen Artikel haben. Dieses ist eine Teilliste mit 279 Einträgen von Personen, deren Namen mit den Buchstaben „Niem“ beginnt.

## Niem
- Niem, Heinrich (1906–1944), deutscher Politiker (NSDAP), MdR

### Niema
- Niemack, Horst (1909–1992), deutscher Offizier, zuletzt Brigadegeneral der BundeswehrHorst Niemack (1909–1992)

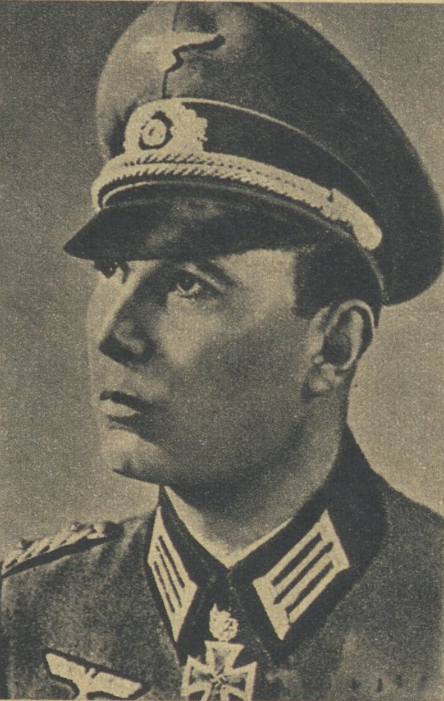
Horst Niemack (1909–1992)

- Niemack, Judy (* 1954), US-amerikanische Jazzsängerin
- Nieman, Alfred (1914–1997), britischer Pianist und Komponist
- Nieman, Andries (1927–2009), südafrikanischer Boxer
- Nieman, Paul (* 1950), britischer Jazz-Posaunist
- Niemand, Christoph (* 1959), österreichischer römisch-katholischer Theologe
- Niemand, Fritz (1892–1943), deutscher Konteradmiral der Kriegsmarine
- Niemand, Fritz (1915–2012), deutscher Verwaltungsangestellter und ein Opfer der nationalsozialistischen Eugenik
- Niemand, Johann Heim (1817–1905), Pfennigmeister der Landschaft Norderdithmarschen
- Niemann, Albert (1831–1917), deutscher Opernsänger (Tenor) und Wagner-Interpret
- Niemann, Albert (1834–1861), Apotheker und Chemiker
- Niemann, Albert (1880–1921), deutscher Kinderarzt
- Niemann, Alexander (* 1953), deutscher Ingenieur, Gartenhistoriker, -denkmalpfleger und Genealoge
- Niemann, August (1837–1902), deutscher Theaterschauspieler
- Niemann, August (1839–1919), deutscher Schriftsteller
- Niemann, August Christian (1761–1832), deutscher Forst- und Staatswissenschaftler; Liederdichter
- Niemann, Brausch (* 1939), südafrikanischer Autorennfahrer
- Niemann, Carl Ludwig (1830–1895), deutscher Pfarrer und Historiker
- Niemann, Charlotte (1915–2013), deutsche Regisseurin und Komponistin
- Niemann, Christian Albrecht (1680–1734), Jurist und Bürgermeister der Hansestadt Lübeck
- Niemann, Christoph (* 1953), deutscher Jazzmusiker und Komponist
- Niemann, Christoph (* 1970), deutscher Illustrator, Grafiker und AutorChristoph Niemann (* 1970)

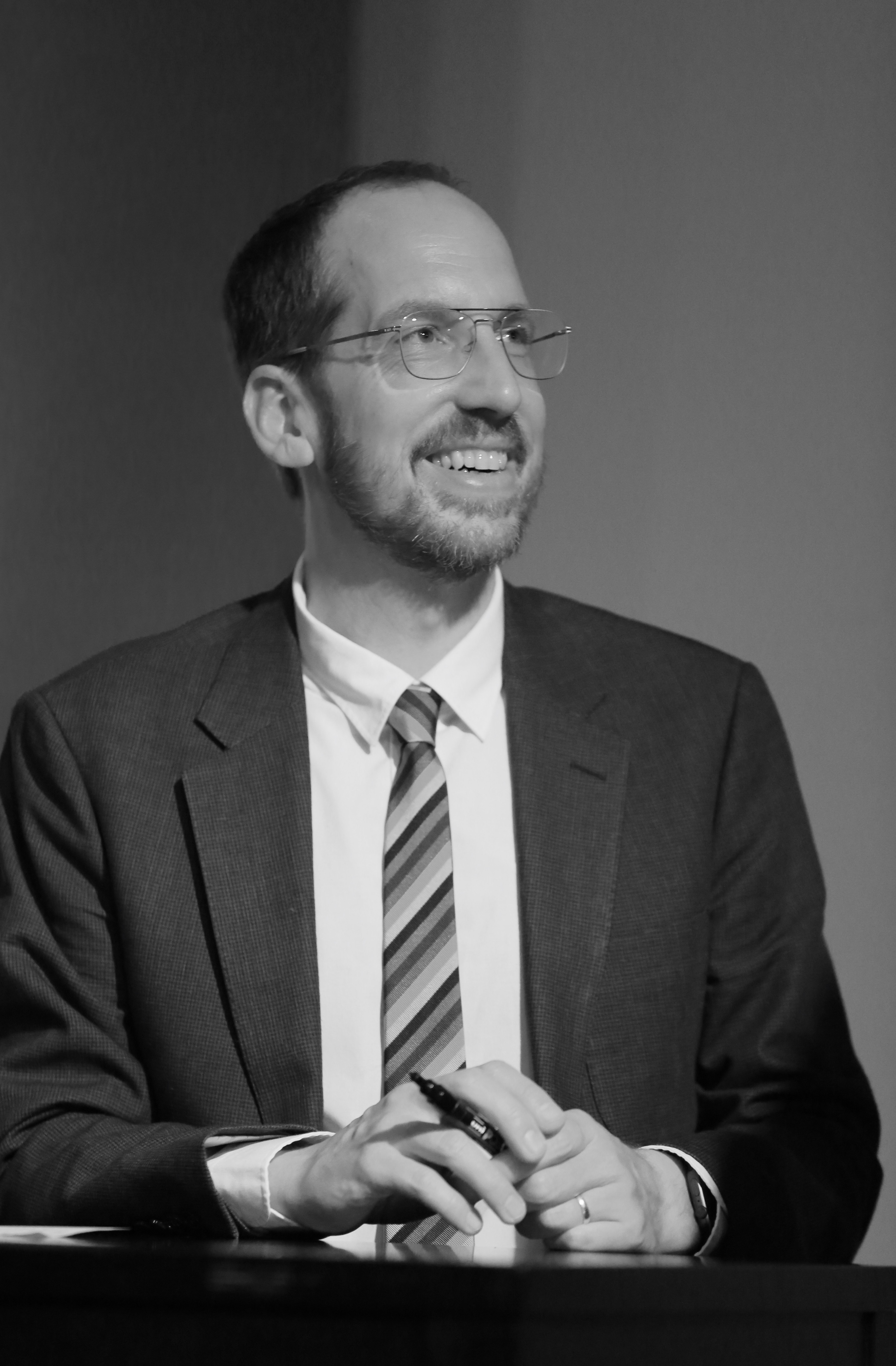
Christoph Niemann (* 1970)

- Niemann, Cornelia (* 1943), deutsche Theaterschauspielerin und Kabarettistin
- Niemann, David (* 1990), deutscher Dirigent
- Niemann, Eduard (1804–1884), deutscher lutherischer Theologe
- Niemann, Elisabeth (1932–2018), deutsche Ärztin und Preisträgerin des Göttinger Friedenspreises
- Niemann, Ernst (1900–1983), deutscher Finanzbeamter und Leiter der Devisenstelle Stuttgart
- Niemann, Ernst-Georg (1928–2012), deutscher Biophysiker
- Niemann, Flemming (* 1996), deutscher Fußballtorhüter
- Niemann, Franz Joseph (1879–1957), deutscher Reformpädagoge
- Niemann, Franz-Josef (* 1952), deutscher katholischer Theologe
- Niemann, Freda (1908–1996), deutsche lutherische Theologin, eine der ersten studierten Theologinnen in Deutschland im kirchlichen Dienst
- Niemann, Friedrich (1869–1945), deutscher evangelischer Pfarrer und Superintendent
- Niemann, Friedrich Ludwig (1806–1889), deutscher Industrieller
- Niemann, George (1841–1912), deutsch-österreichischer Architekt, Bauforscher, Archäologe, Grafiker und Hochschullehrer
- Niemann, Gottfried (1882–1945), deutscher Maler, Kunsthistoriker, Musikwissenschaftler und Komponist
- Niemann, Gustav (1899–1982), deutscher Maschinenbauer und Antriebstechniker
- Niemann, Gustav Adolf (1841–1881), deutscher Violinist
- Niemann, Hans Moke (* 2003), US-amerikanischer SchachspielerHans Moke Niemann (* 2003)

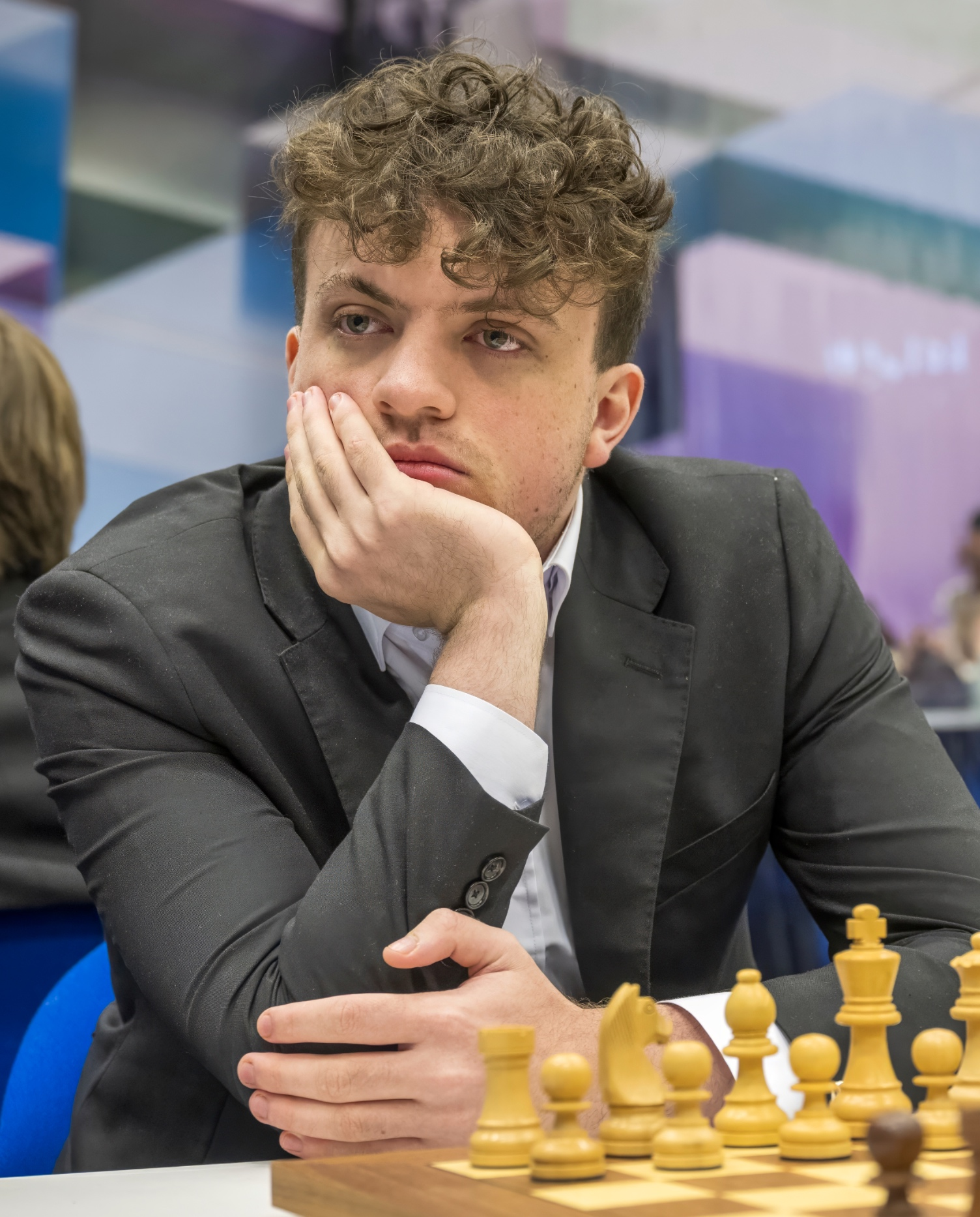
Hans Moke Niemann (* 2003)

- Niemann, Hans-Joachim (* 1941), deutscher Philosoph und Autor
- Niemann, Hans-Werner (* 1950), deutscher Wirtschafts- und Sozialhistoriker
- Niemann, Harry (* 1951), deutscher Historiker, Publizist und Sachbuchautor
- Niemann, Hasso (1933–2013), deutschamerikanischer Physiker
- Niemann, Heiner (* 1953), deutscher Veterinärmediziner und Tierzuchtwissenschaftler
- Niemann, Heinrich († 1630), deutscher Geschütz- und Glockengießer
- Niemann, Heinrich (* 1940), deutscher Informatiker, Professor für Informatik mit dem Spezialgebiet Mustererkennung
- Niemann, Heinz (1886–1966), deutscher Politiker (parteilos), MdL
- Niemann, Heinz (* 1936), deutscher Historiker
- Niemann, Helga (* 1956), deutsche Schwimmerin
- Niemann, Herbert (1935–1991), deutscher Judoka
- Niemann, Hermann Michael (* 1948), deutscher evangelischer Theologe und Alttestamentler
- Niemann, Hildegard (* 1966), deutsche Biologin und Papageienexpertin
- Niemann, Jan-Malte (* 1975), deutscher Jurist und Richter am Bundesarbeitsgericht
- Niemann, Jerrod (* 1979), US-amerikanischer Countrysänger
- Niemann, Joaquín (* 1998), chilenischer Golfsportler
- Niemann, Johan (* 1977), schwedischer Bassist
- Niemann, Johann (1913–1943), deutscher SS-Untersturmführer im Vernichtungslager SobiborJohann Niemann (1913–1943)

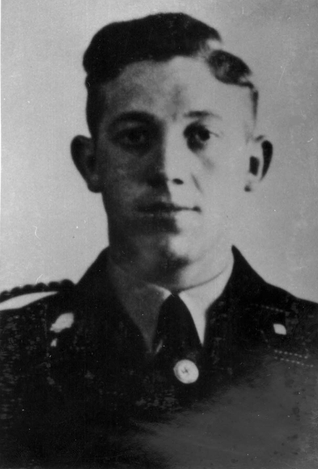
Johann Niemann (1913–1943)

- Niemann, Johann Friedrich (1764–1846), deutscher Mediziner und Fachschriftsteller
- Niemann, Johanna (1844–1917), deutsche Schriftstellerin
- Niemann, John (1905–1990), deutscher Schachkomponist
- Niemann, Jörg (* 1970), deutscher Wirtschaftsingenieur
- Niemann, Jutta (* 1970), deutsche Politikerin (Grüne), MdL
- Niemann, Kai (* 1978), deutscher SängerKai Niemann (* 1978)

Kai Niemann (* 1978)

- Niemann, Karl-Heinz (* 1959), deutscher Elektroingenieur und Professor für Prozessinformatik und Automatisierungstechnik
- Niemann, Klaus-Peter (* 1935), deutscher Flottillenadmiral
- Niemann, Kristin (* 1986), deutsche Dramaturgin
- Niemann, Ludwig Ferdinand (1781–1836), deutscher Heimatforscher und Autor
- Niemann, Lutz (* 1957), deutscher Heeresoffizier, General der Bundeswehr
- Niemann, Lutz (* 1961), deutscher Koch
- Niemann, Marc (* 1973), deutscher Dirigent
- Niemann, Mario (* 1971), deutscher Zeithistoriker
- Niemann, Michael (* 1963), deutscher Basketballspieler
- Niemann, Noel (* 1999), deutscher Fußballspieler
- Niemann, Norbert (* 1961), deutscher Schriftsteller
- Niemann, Oscar (1861–1893), deutscher Sänger, Komponist und Porträtmaler
- Niemann, Paul (* 1990), deutscher Schauspieler
- Niemann, Peter (1927–2004), deutscher Fußballspieler
- Niemann, Peter (* 1937), deutscher Schlagersänger
- Niemann, Peter (* 1980), deutscher Arzt und Autor
- Niemann, Petra (* 1978), deutsche Seglerin
- Niemann, Rainer, deutscher promovierter Biologe
- Niemann, René Paul (* 1966), deutscher Autor
- Niemann, Robert (* 1966), deutscher Wirtschafts- und Sportfunktionär
- Niemann, Rudolph Friedrich (1838–1898), deutscher Pianist, Komponist und Musikpädagoge
- Niemann, Sebastian (1625–1684), deutscher lutherischer Theologe
- Niemann, Sebastian (* 1968), deutscher Regisseur und DrehbuchautorSebastian Niemann (* 1968)

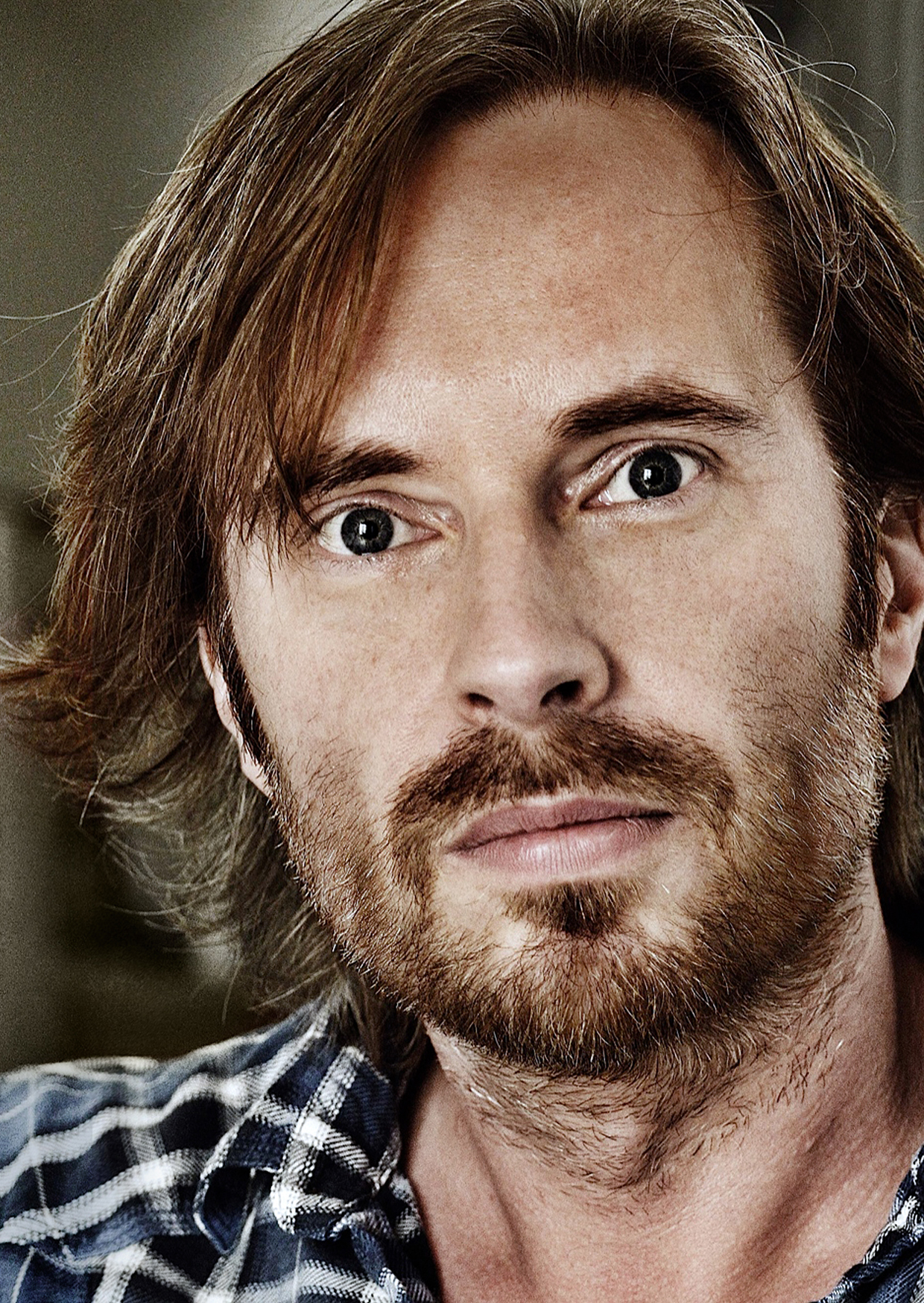
Sebastian Niemann (* 1968)

- Niemann, Stefan (* 1966), deutscher Journalist
- Niemann, Susanne (* 1955), dänische Fußballspielerin
- Niemann, Ulrich (1935–2008), deutscher Ordensgeistlicher, Jesuit und Facharzt für Neurologie und Psychiatrie, Psychosomatiker und Hochschullehrer
- Niemann, Viktor (* 1940), deutscher Verleger
- Niemann, Walter (1876–1953), deutscher Komponist und Musikschriftsteller
- Niemann, Walter (1915–1986), deutscher Maler, Grafiker und Bildhauer
- Niemann, Walter (1933–2007), deutscher Fußballschiedsrichter
- Niemann, Wilhelm (1892–1935), deutscher Navigationsoffizier der DO-X und erster deutscher Flugschiffspostmeister
- Niemann, Wilhelm (1949–2012), deutscher Politiker (CDU)
- Niemann-Stirnemann, Gunda (* 1966), deutsche Eisschnellläuferin
- Niemansnarr, Conrad, Schweizer Bildhauer und Bildschnitzer
- Niemantsverdriet, Jan Frank (1885–1945), niederländischer Maler, Zeichner, Radierer und Holzschneider

### Niemc
- Niemcewicz, Julian Ursyn (1758–1841), polnischer Gelehrter, Dichter und Staatsmann
- Niemczak, Antoni (* 1955), polnischer Marathonläufer
- Niemczycki, Karol (* 1999), polnischer Fußballspieler
- Niemczycki, Zbigniew (* 1947), polnischer Unternehmer
- Niemczyk, Aldona (* 1969), deutsche Politikerin (CDU)
- Niemczyk, Andrzej (1944–2016), polnischer Volleyball-Trainer
- Niemczyk, Carolin (* 1990), deutsche Singer-SongwriterinCarolin Niemczyk (* 1990)

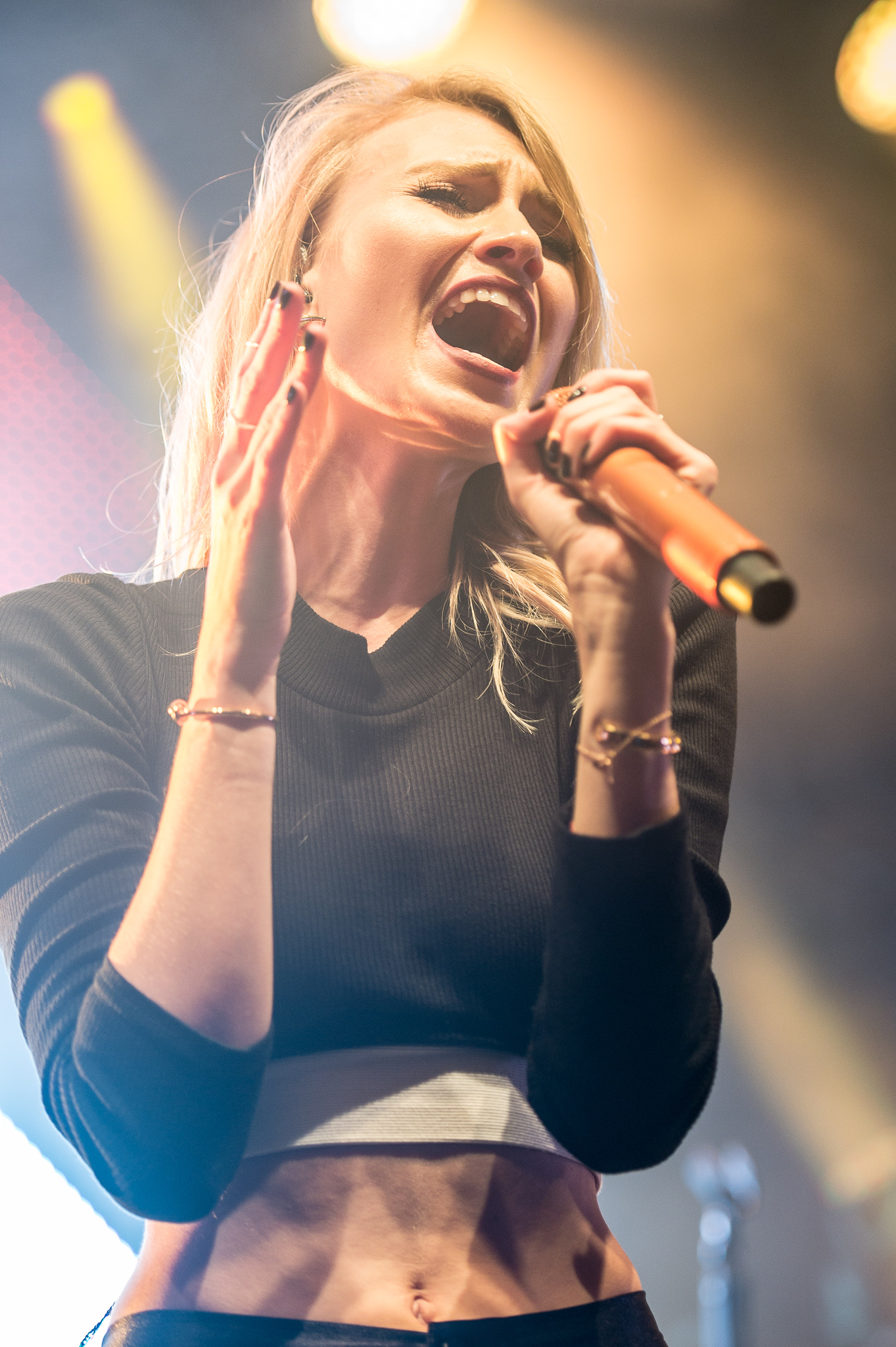
Carolin Niemczyk (* 1990)

- Niemczyk, Jan Bogusław (1926–1990), lutherischer Theologe und Akademie-Rektor in Polen
- Niemczyk, Krzysztof (1938–1994), polnischer Performancekünstler und Autor
- Niemczyk, Leon (1923–2006), polnischer Schauspieler
- Niemczyk, Magdalena (* 2003), polnische Sprinterin
- Niemczyk, Natascha (* 1990), deutsche Volleyball- und Beachvolleyballspielerin
- Niemczyk, Oskar (1886–1961), deutscher Geodät und Geophysiker
- Niemczyk, Wiktor (1898–1980), lutherischer Theologe und Akademie-Rektor in Polen

### Nieme
- Niemeczek, Edgar (* 1958), österreichischer Kulturmanager, Jurist und Rundfunkmoderator
- Niemeczek, Robert, österreichischer Orgelbauer in Pressbaum
- Niemeier, Andreas († 1626), deutscher evangelischer Geistlicher und Konrektor
- Niemeier, Georg (1550–1598), deutscher evangelischer Geistlicher
- Niemeier, Georg (1903–1984), deutscher Geograph
- Niemeier, Hans-Volker (* 1940), deutscher Mathematiker
- Niemeier, Joachim (* 1955), deutscher Manager und Honorarprofessor
- Niemeier, Johann Barthold (1644–1708), deutscher Logiker und lutherischer Theologe
- Niemeier, Jule (* 1999), deutsche TennisspielerinJule Niemeier (* 1999)

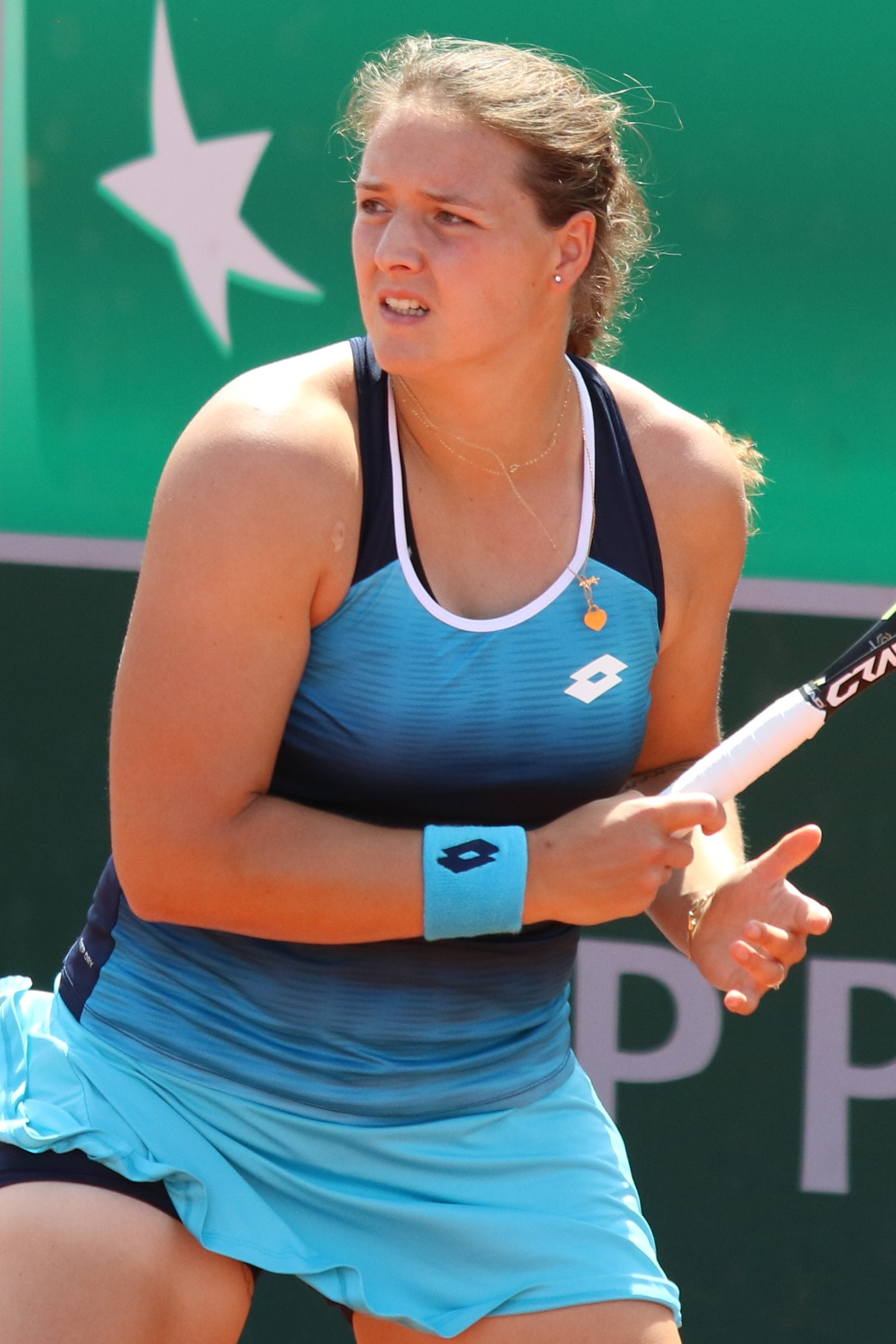
Jule Niemeier (* 1999)

- Niemeier, Michael (* 1960), deutscher Jurist und Vizepräsident des BfV
- Niemeier, Nikolaus (1876–1934), Maler, niederdeutscher Dichter und Puppenspieler
- Niemeier, Wolf-Dietrich (* 1947), deutscher Klassischer Archäologe
- Niemeier, Wolfgang (* 1949), deutscher Geodät und Hochschulprofessor
- Niemeijer, Meindert (1902–1987), niederländischer Schachkomponist
- Niemeijer, Theodorus (1822–1910), niederländischer Kaufmann und Tabakfabrikant
- Niemelä, Arvo (1909–1984), finnischer Ringer
- Niemelä, Emmi (* 1989), finnische Unihockeyspielerin
- Niemelä, Flavia (* 1995), Schweizer Unihockeytorhüterin
- Niemelä, Hilla (* 2001), finnische Skilangläuferin
- Niemelä, Markus (* 1984), finnischer Automobilrennfahrer
- Niemelä, Pekka (* 1974), finnischer Skispringer und Skisprungtrainer
- Niemelä, Virpi (1936–2006), finnisch-argentinische Astronomin und Hochschullehrerin
- Niemen, Czesław (1939–2004), polnischer RocksängerCzesław Niemen (1939–2004)

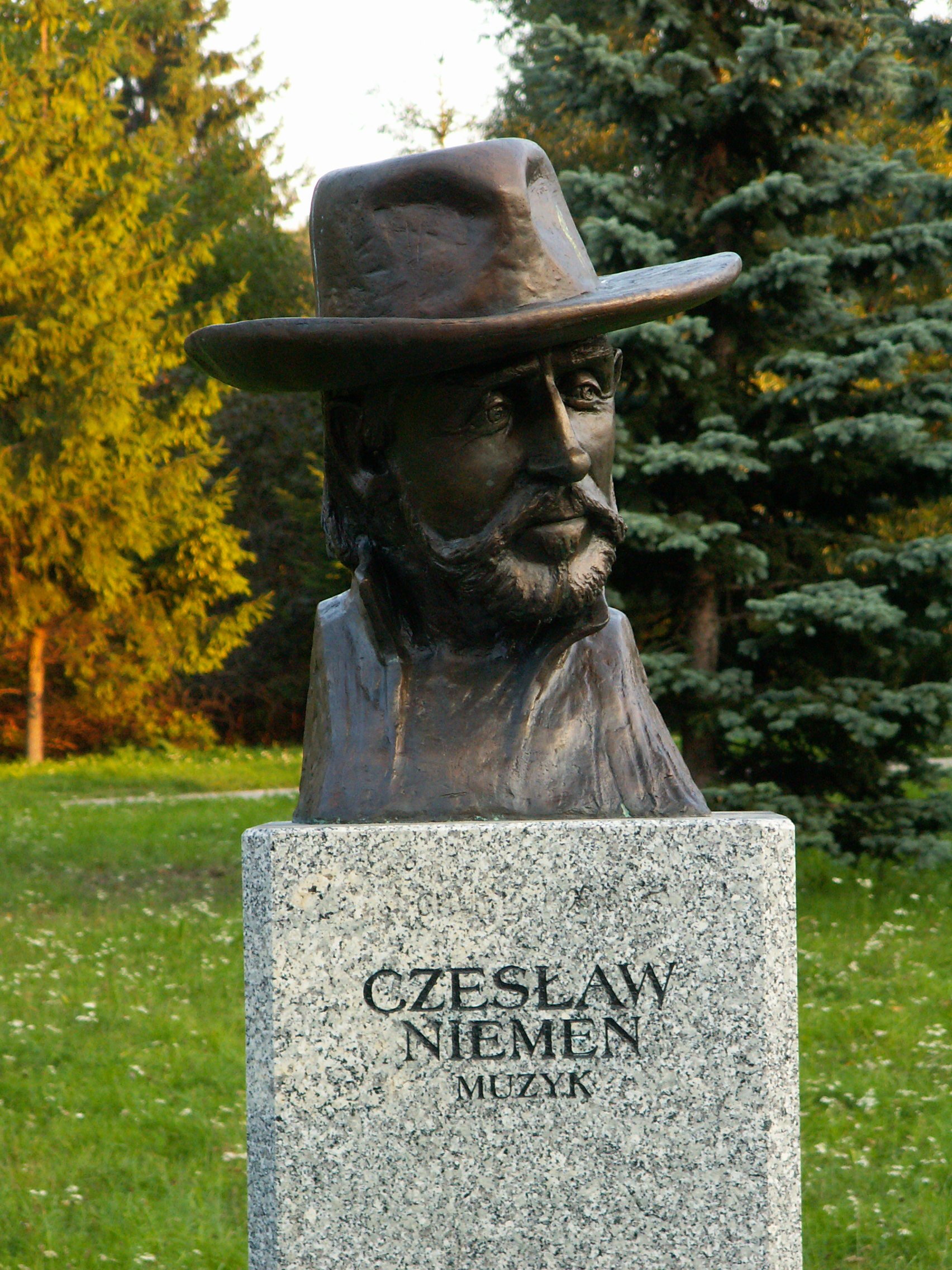
Czesław Niemen (1939–2004)

- Niementowski, Stefan (1876–1925), polnischer Chemiker
- Niemesch, Luisa (* 1995), deutsche Ringerin
- Niemetschek, Franz Xaver (1766–1849), tschechischer Philosoph, Lehrer und Musikkritiker
- Niemetz, Alexander (* 1943), Schweizer freier Publizist
- Niemetz, Michaela (* 1993), deutsche Naturbahnrodlerin
- Niemeyer, Adelbert (1867–1932), deutscher Maler, Architekt und Kunstgewerbler
- Niemeyer, Arne (* 1981), deutscher HandballspielerArne Niemeyer (* 1981)

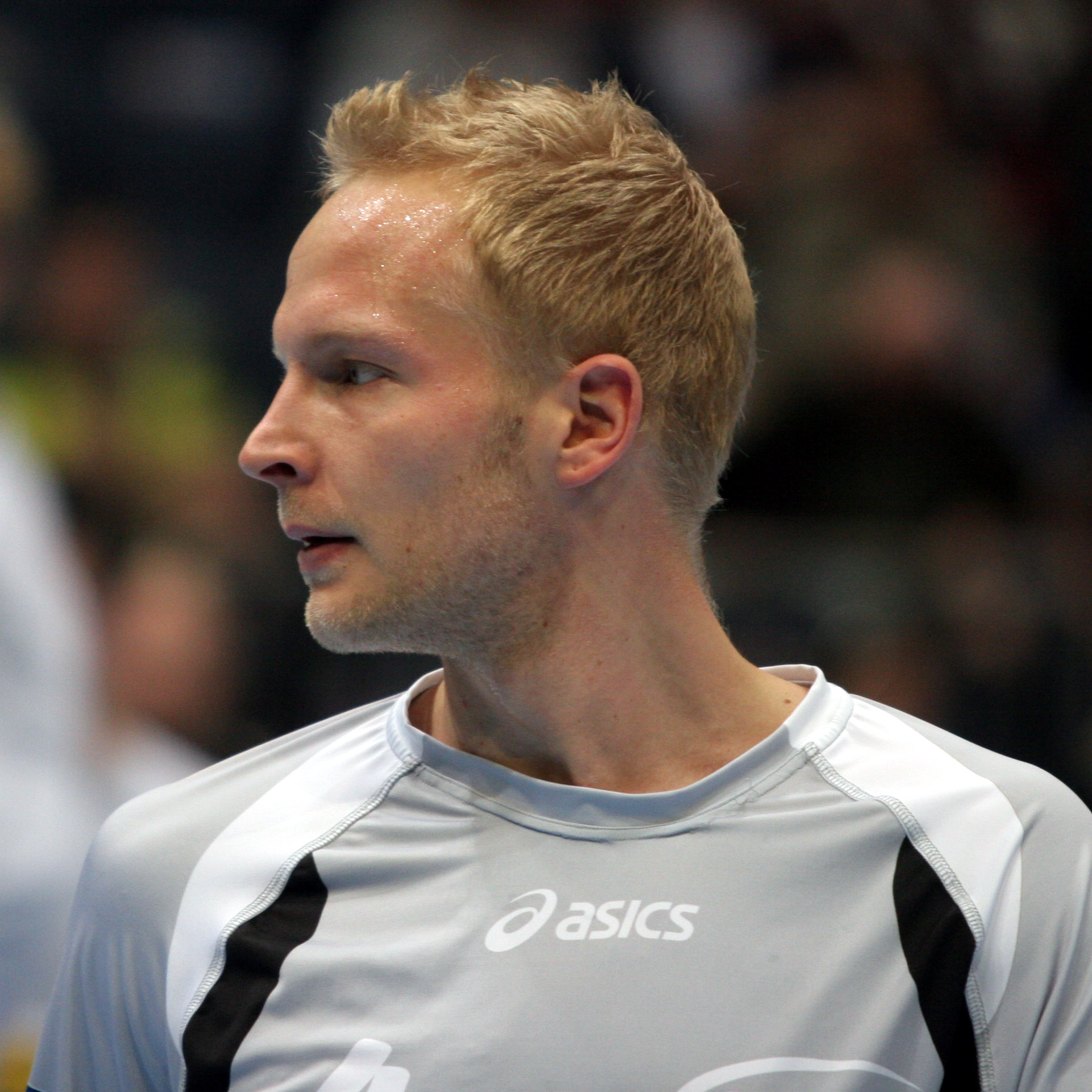
Arne Niemeyer (* 1981)

- Niemeyer, August Hermann (1754–1828), deutscher Theologe und Pädagoge
- Niemeyer, Barbara (* 1960), deutsche Restauratorin und Klassische Archäologin
- Niemeyer, Carl (1845–1906), preußischer Generalmajor
- Niemeyer, Carl Wilhelm (1804–1842), deutscher evangelisch-lutherischer Geistlicher und Hymnologe
- Niemeyer, Charlotte (* 1954), deutsche Kinderonkologin
- Niemeyer, Chris (* 1973), Schweizer Filmregisseur, Drehbuchautor und Filmproduzent
- Niemeyer, Christian (* 1952), deutscher Sozialpädagoge, Erziehungswissenschaftler und Hochschullehrer
- Niemeyer, Christian Eberhard (1675–1757), deutscher Amtmann in Lauenstein
- Niemeyer, David Gottlieb (1745–1788), deutscher evangelischer Theologe
- Niemeyer, Felix von (1820–1871), deutscher Mediziner und königlich württembergischer Leibarzt
- Niemeyer, Felix von (1851–1896), deutscher Diplomat
- Niemeyer, Franz Anton (1790–1867), deutscher Jurist und Hochschullehrer
- Niemeyer, Frédéric (* 1976), kanadischer Tennisspieler
- Niemeyer, Friedrich (1883–1958), deutscher Politiker (Zentrum, NSDAP, parteilos)
- Niemeyer, Friedrich August Wilhelm (1801–1877), Geheimrat, Träger des Guelphen-Ordens
- Niemeyer, Gerhart (1907–1997), deutsch-amerikanischer Philosoph
- Niemeyer, Gisela (1923–2012), deutsche Juristin, Richterin des Bundesverfassungsgerichts
- Niemeyer, Gundula (* 1978), deutsche Schauspielerin
- Niemeyer, Günther (1911–1985), deutscher Politiker (CDU), MdL
- Niemeyer, Hans (1834–1917), deutscher Justizrat und Musikmäzen
- Niemeyer, Hans Georg (1933–2007), deutscher Archäologe
- Niemeyer, Heinrich (1815–1890), Bürgermeister von Hannover
- Niemeyer, Heinrich (1936–2010), deutscher Architekt
- Niemeyer, Heinrich Friedrich (1853–1920), apostolischer und neuapostolischer Geistlicher und Apostel
- Niemeyer, Heinz (1931–2004), deutscher Jazzmusiker (Schlagzeug)
- Niemeyer, Heinz, deutscher Tischtennisspieler
- Niemeyer, Hermann (1883–1964), deutscher Verleger
- Niemeyer, Hermann Agathon (1802–1851), deutscher Theologe und Pädagoge
- Niemeyer, Horst F. (1931–2007), deutscher Mathematiker
- Niemeyer, Jens (* 1968), deutscher Physiker und Hochschullehrer
- Niemeyer, Jo (* 1946), deutscher Grafiker, Designer und Maler
- Niemeyer, Joachim (1940–2022), deutscher Jurist und Militärhistoriker
- Niemeyer, Johann Christian (1724–1811), deutscher Oberamtmann zu Lauenstein
- Niemeyer, Johann Christian Ludwig (1772–1857), deutscher evangelischer Theologe, Schriftsteller und Lehrer
- Niemeyer, Johann Friedrich Conrad (1759–1814), deutscher Markscheider (Bergnotar) und Kartograf
- Niemeyer, Johannes (1889–1980), deutscher Maler, Architekt und Hochschullehrer
- Niemeyer, Josef (1903–1978), deutscher Jurist und Richter am Bundesgerichtshof
- Niemeyer, Karl (1920–1998), deutscher Fußballschiedsrichter
- Niemeyer, Katharina (1962–2018), deutsche Romanistin
- Niemeyer, Konrad (1828–1903), deutscher Latinist und Gymnasiallehrer
- Niemeyer, Lorenz (1594–1663), deutscher Unternehmer, Ratsherr, Kämmerer und Hauptmann der Geschworenen in Hannover
- Niemeyer, Louis (1856–1940), deutscher Jurist und Parlamentarier, MdHB
- Niemeyer, Manfred (* 1947), deutscher Slawist
- Niemeyer, Maren (* 1964), deutsche Journalistin, Autorin und Dokumentarfilmregisseurin
- Niemeyer, Max (1841–1911), deutscher Verleger
- Niemeyer, Meike (* 1980), deutsche Regisseurin für Schauspiel und Kinder- und Jugendtheater
- Niemeyer, Michel (* 1995), deutscher Fußballspieler
- Niemeyer, Oscar (1907–2012), brasilianischer ArchitektOscar Niemeyer (1907–2012)

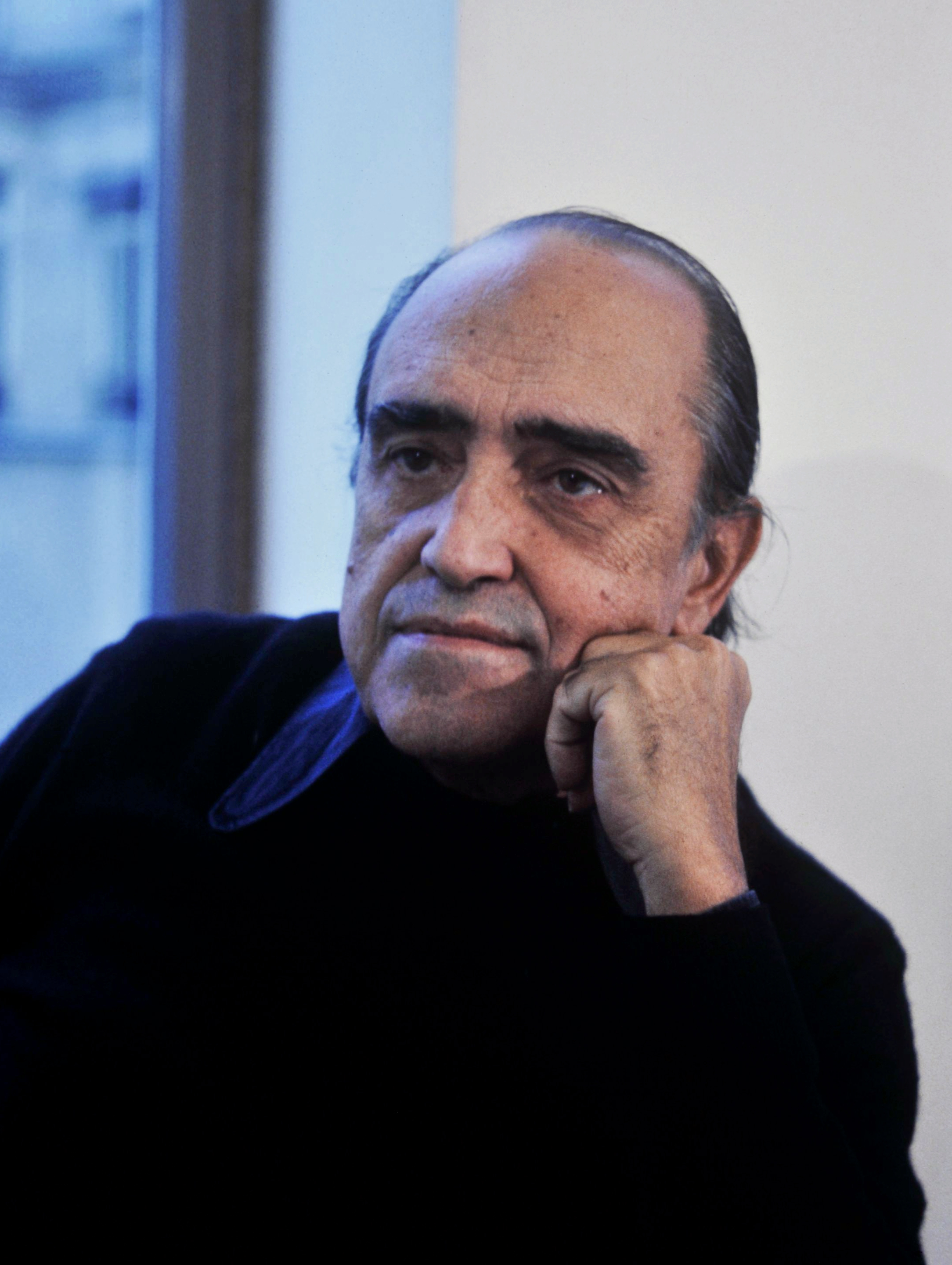
Oscar Niemeyer (1907–2012)

- Niemeyer, Otto Ernst (1883–1971), britischer Staatsbeamter, Bankier und international anerkannter Finanzexperte der Bank of England
- Niemeyer, Otto Karl (* 1891), deutscher Verwaltungsbeamter
- Niemeyer, Paul (1832–1890), deutscher Mediziner
- Niemeyer, Paul Viktor (1827–1901), deutscher Gartenarchitekt, Gartendirektor der Stadt Magdeburg
- Niemeyer, Peter (* 1983), deutscher Fußballspieler
- Niemeyer, Rainer (1955–2016), deutscher Handballspieler und -trainer
- Niemeyer, Ralph (* 1965), deutscher Production Designer, Fotograf, Art Director und Kameramann
- Niemeyer, Ralph T. (* 1969), deutscher Autor
- Niemeyer, Reinhold (1885–1959), deutscher Architekt und Stadtplaner
- Niemeyer, Sina (* 1991), deutsche Fotografin und visuelle Künstlerin
- Niemeyer, Stefan (* 1960), deutscher Unternehmer und Basketballfunktionär
- Niemeyer, Sven (* 1981), deutscher Musicaldarsteller, Tänzer, Choreograph und Dozent
- Niemeyer, Theodor (1857–1939), deutscher Völkerrechtler und Hochschullehrer
- Niemeyer, Tim (* 1984), deutscher Sportjournalist und Fernsehmoderator
- Niemeyer, Victor (1863–1949), deutscher Justizrat
- Niemeyer, Wilhelm (1874–1960), deutscher Kunsthistoriker, Dozent und Schriftsteller
- Niemeyer, Wilhelm (1912–1977), deutscher Schriftsteller und Übersetzer
- Niemeyer, Wilhelm Hermann (1788–1840), deutscher Mediziner und Hochschullehrer
- Niemeyer-Holstein, Otto (1896–1984), deutscher Maler
- Niemeyer-Jensen, Beatrix (* 1957), deutsche Erziehungswissenschaftlerin

### Niemi
- Niemi, Antti (* 1972), finnischer Fußballtorwart
- Niemi, Antti (* 1983), finnischer Eishockeytorwart
- Niemi, Antti Juhani (* 1956), finnischer Physiker
- Niemi, Antti-Jussi (* 1977), finnischer Eishockeyspieler
- Niemi, Jarkko (* 1982), finnischer Radrennfahrer
- Niemi, Jarkko (* 1984), finnischer Schauspieler
- Niemi, Jyri (* 1990), finnischer Eishockeyspieler
- Niemi, Lisa (* 1956), US-amerikanische SchauspielerinLisa Niemi (* 1956)

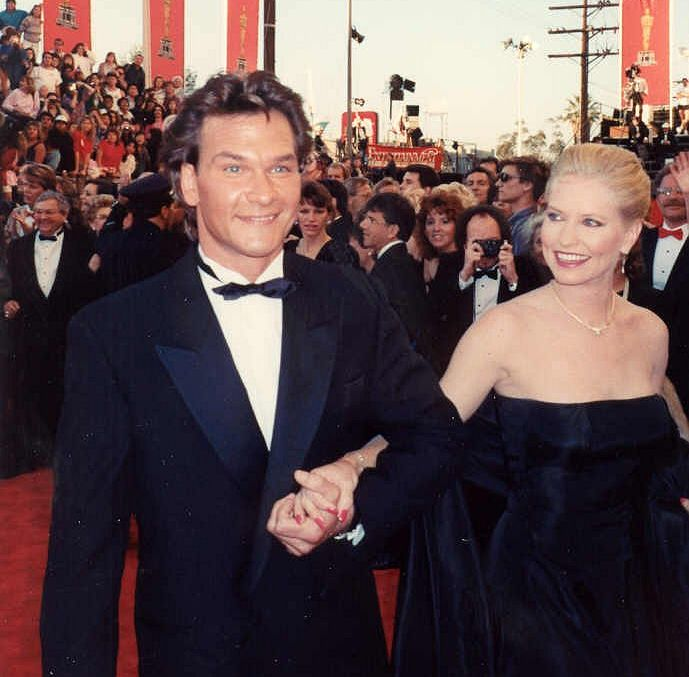
Lisa Niemi (* 1956)

- Niemi, Matti (* 1937), finnischer Ruderer
- Niemi, Miia (* 1983), finnische Fußballspielerin
- Niemi, Mikael (* 1959), schwedischer Autor
- Niemi, Pekka (1909–1993), finnischer Skilangläufer
- Niemi, Richard (* 1941), US-amerikanischer Politikwissenschaftler
- Niemi, Robert (1955–2022), US-amerikanischer Anglist, Literaturwissenschaftler, Literaturkritiker und Sachbuchautor
- Niemi, Saara (* 1986), finnische Eishockeyspielerin
- Niemi, Sami (* 1991), finnischer Skispringer
- Niemi, Tapio (* 1960), finnischer Radrennfahrer
- Niemi, Teppo (* 1946), finnischer Radrennfahrer
- Niemi, Tero, finnischer Floorballspieler
- Niemi, Timo (* 1942), finnischer Radrennfahrer
- Niemi, Venla (* 1990), finnische Orientierungsläuferin
- Niemi, Virpi (* 1966), finnische Skilangläuferin
- Niemiec, Courtney (* 1992), US-amerikanische Fußballspielerin
- Niemiec, Jan (1958–2020), polnischer Geistlicher, römisch-katholischer Weihbischof in Kamjanez-Podilskyj
- Niemiec, Jona (* 2001), deutsch-polnischer FußballspielerJona Niemiec (* 2001)

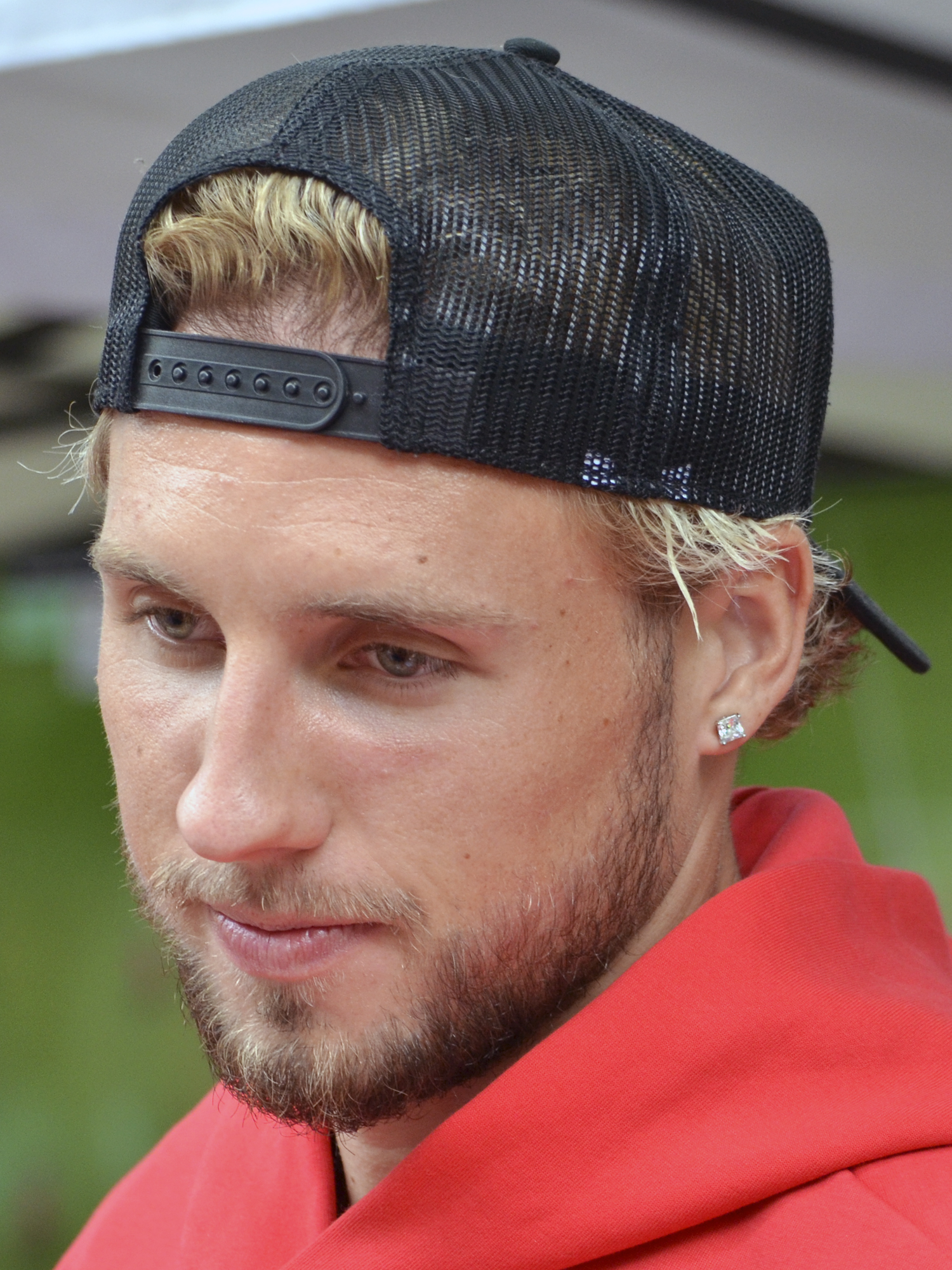
Jona Niemiec (* 2001)

- Niemiec, Maciej (1953–2012), polnischer Dichter, Autor und Übersetzer
- Niemiec, Marian (* 1961), polnischer lutherischer Theologe, Bischof der Diözese Katowice
- Niemiec, Przemysław (* 1980), polnischer Radrennfahrer
- Niemietz, Danuta (* 1955), polnisch-deutsche Volleyballspielerin
- Niemietz, Thomas (* 1977), deutscher Reporter
- Nieminen, Anssi (* 1967), finnischer Skispringer und Skisprungtrainer
- Nieminen, Anu (* 1977), finnische Badmintonspielerin
- Nieminen, Eeti (1927–2016), finnischer Skilangläufer und Nordischer Kombinierer
- Nieminen, Ensio (1930–2008), finnischer Radrennfahrer
- Nieminen, Jarkko (* 1981), finnischer Tennisspieler
- Nieminen, Jyrki (* 1951), finnischer Fußballspieler und -trainer
- Nieminen, Marko (* 1987), finnischer Biathlet
- Nieminen, Mika (* 1966), finnischer Eishockeyspieler
- Nieminen, Minna (* 1976), finnische Ruderin
- Nieminen, Raimo (* 1946), finnischer Radrennfahrer
- Nieminen, Rauno Esa (* 1955), finnischer Meister des Musikinstrumentenbaus, Musikinstrumentenbauer und Musiker
- Nieminen, Teija, finnische Biathletin
- Nieminen, Timo P. (* 1944), finnischer Politiker
- Nieminen, Toni (* 1975), finnischer Skispringer
- Nieminen, Tuomas (* 1981), finnischer Eisschnellläufer
- Nieminen, Tuure (1894–1968), finnischer Skispringer
- Nieminen, Veli (1886–1936), finnischer Sportschütze
- Nieminen, Ville (* 1977), finnischer Eishockeyspieler und -trainer
- Niemirowicz, Dariusz (* 1952), polnischer Konzert- und Opernsänger (Bass) und Gesangspädagoge
- Niemitz, Carsten (* 1945), deutscher Anatom, Verhaltensforscher, Human- und Evolutionsbiologe
- Niemitz, Gert (1911–1967), deutscher Schauspieler und Synchronsprecher
- Niemitz, Hans-Ulrich (1946–2010), deutscher Technikhistoriker, Chronologiekritiker
- Niemitz, Joachim von († 1669), schlesischer Adliger, Rat der Fürstentumer Liegnitz und Brieg sowie Landeshauptmann der Weichbilder Strehlen und Nimptsch

### Niemo
- Niemojewski, Lech (1894–1952), italienisch-polnischer Architekt
- Niemojowski, Bonawentura von (1787–1835), polnischer liberaler Politiker, Mitglied des Sejm
- Niemojowski, Wincenty (1784–1834), polnischer liberaler Politiker
- Niemöller, Else (1890–1961), deutsche Pfarrfrau, Rednerin und Aktivistin der Frauen- und Friedensarbeit in der Nachkriegszeit
- Niemöller, Heinrich (1859–1941), deutscher evangelisch-lutherischer Pfarrer und Autor
- Niemöller, Klaus Wolfgang (1929–2024), deutscher Musikwissenschaftler
- Niemöller, Martin (1892–1984), deutscher Theologe, christlicher WiderstandskämpferMartin Niemöller (1892–1984)

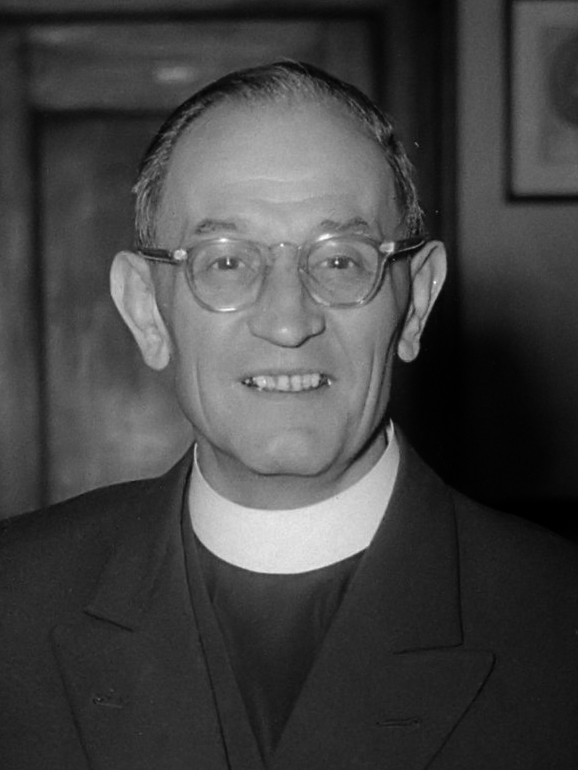
Martin Niemöller (1892–1984)

- Niemöller, Martin (* 1935), deutscher Jurist und Richter am Bundesgerichtshof
- Niemöller, Wilhelm (1898–1983), deutscher Pfarrer, christlicher Widerstandskämpfer
- Niemöller, Wilhelm G. (1928–2017), deutscher Maler, Bildhauer und Lyriker

### Niemr
- Niemricz, Stefan, kurbrandenburgischer Generalmajor

### Niemu
- Niemuth, Jochen (* 1958), deutscher Künstler und Meditationslehrer
- Niemuth, Klaus (1938–2021), deutscher Fußballspieler und -trainer

### Niemy
- Niemyska, Wiesława (* 1943), polnische Schauspielerin

### Niemz
- Niemz, Markolf (* 1964), deutscher Biophysiker